# Miss Europe 1953

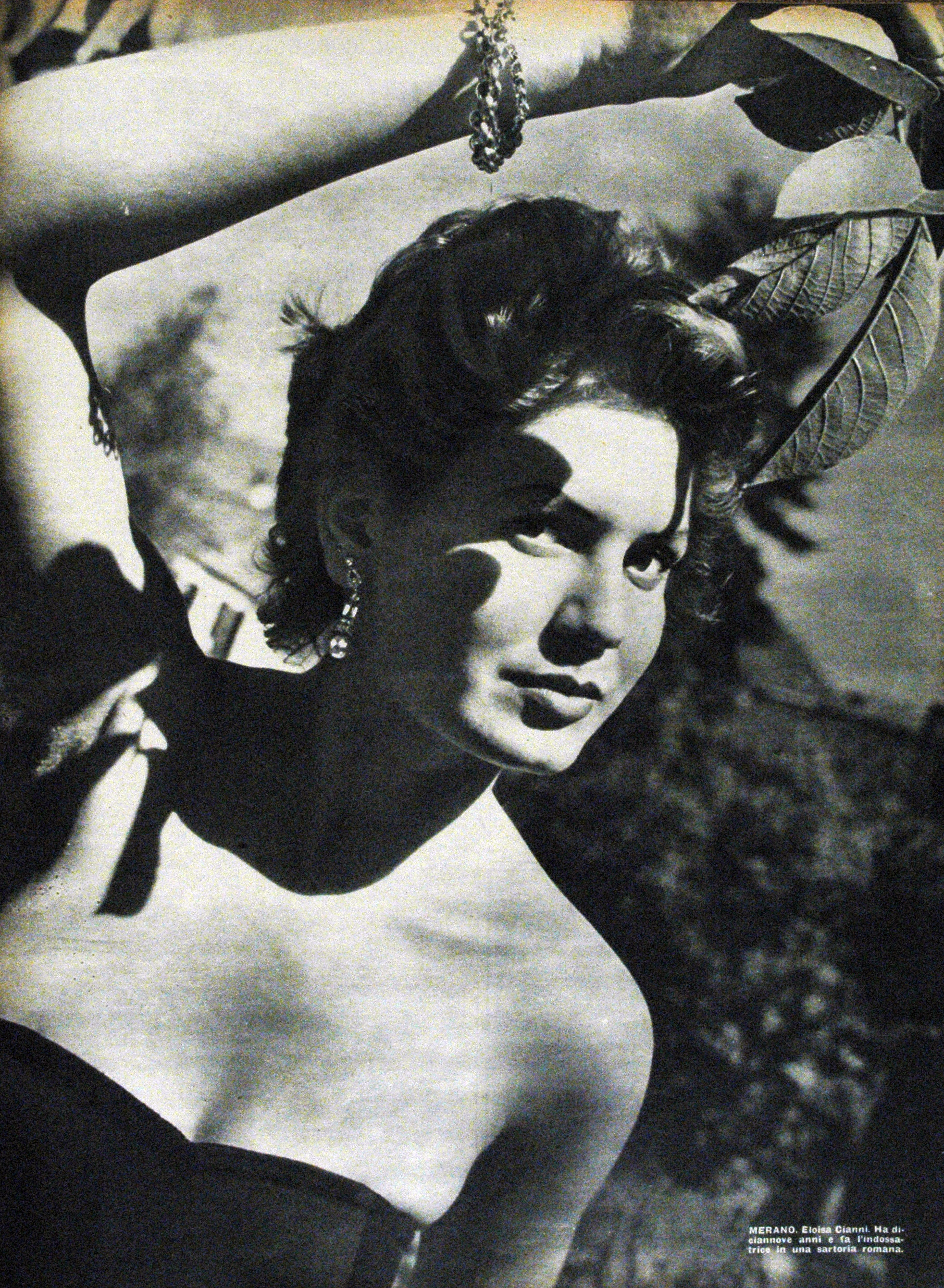
Miss Europe 1953 – Eloisa Cianni

Der Wettbewerb um die Miss Europe 1953 war der fünfte, den die Mondial Events Organisation (MEO) durchführte. Sie war von den Franzosen Roger Zeiler und Claude Berr ins Leben gerufen worden, hatte ihren Sitz in Paris und organisierte den Wettbewerb bis 2002.
Die Kandidatinnen waren in ihren Herkunftsländern von nationalen Organisationskomitees ausgewählt worden, die mit der MEO Lizenzverträge abgeschlossen hatten.
Die Veranstaltung fand am 9. September 1953 in Istanbul in der Türkei statt. Es gab, wie im Vorjahr, 13 Bewerberinnen.
| Land                    | Schreibweise bei Pageantopolis | Schreibweise in der Heimatsprache               | Teilnahme an weiteren Wettbewerben |
| ----------------------- | ------------------------------ | ----------------------------------------------- | ---------------------------------- |
| Platzierungen           |                                |                                                 |                                    |
| 1. Italien              | Eloisa Cianni                  | Eloisa Cianni                                   |                                    |
| 2. England              | Marlene Ann Dee                | Marlene Ann Dee                                 | Miss World 1951 und 1952           |
| 3. Frankreich           | Sylvaine Carpentier            | Sylviane Carpentier                             |                                    |
| Weitere Teilnehmerinnen |                                |                                                 |                                    |
| Belgien                 | Sépia Degehet                  | Sépia Degehet                                   |                                    |
| BR Deutschland          | Marie-Louise Nagel             |                                                 |                                    |
| Finnland                | Maija-Riitta Tuomaala          | Maija-Riitta Tuomaala                           | Miss World 1953                    |
| Griechenland            | Antouanetta Rontopoulou        | Αντουανέτα Ροντοπούλου (Antouaneta Rontopoulou) |                                    |
| Holland                 | Yvonne de Meijer               | Yvonne Meyer                                    | Miss World 1953                    |
| Monte Carlo             | Elisabeth Chovisky             |                                                 | Miss World 1953: Platz 5           |
| Österreich              | Lore Felger                    | Lore Felger                                     | Miss Universe 1953: Semifinale     |
| Schweden                | Marianna Törnqvist             |                                                 |                                    |
| Schweiz                 | Eliane Pade                    |                                                 |                                    |
| Türkei                  | Belgin Doruk                   | Belgin Doruk                                    |                                    |